# Esther Bauer
Esther Bauer (geboren am 13. März 1924 in Hamburg als Esther Jonas; gestorben am 19. November 2016 in Yonkers) war eine Überlebende des Holocausts, die sich als Zeitzeugin in den USA und Deutschland in der Aufklärungsarbeit engagierte sowie Einfluss auf die städtische Erinnerungskultur Hamburgs hatte.

## Leben und Wirken
Als die einzige Tochter der Ärztin und Lehrerin Marie Jonas und des Altphilologen und Schulleiters Alberto Jonas wuchs sie in einem großbürgerlich-jüdischen Umfeld auf. In ihrer Geburtsstadt besuchte sie die Israelitische Töchterschule und war Mitglied im Sportverein Bar Kochba. Die nationalsozialistischen Verfolgungsmaßnahmen nahm sie zunächst kaum wahr. Im Alter von 15 Jahren musste sie den Judenstern tragen und durfte beispielsweise den Kellinghusenpark oder das Holthusenbad nicht mehr betreten. Im Frühjahr 1942 musste die Familie die Wohnung im Hamburger Stadtteil Eppendorf verlassen und in ein sogenanntes Judenhaus ziehen. Sie absolvierte neun Schulklassen. Die Familie wurde im Juli 1942 in das Ghetto und Durchgangslager Theresienstadt deportiert. Ihr Vater starb dort im August 1942. Ihre Mutter wurde in Auschwitz-Birkenau ermordet. Sie verliebte sich in den tschechischen Mithäftling Hanuš Leiner und heiratete ihn. Die Ehe mit dem gelernten Koch dauerte nur wenige Tage. Am 24. September 1944 wurde ihr Mann mit unbekanntem Ziel aus Theresienstadt abtransportiert. Ihr und anderen weiblichen Häftlingen wurde erzählt, sie könnten ihren Partnern folgen. Daraufhin meldete sie sich ebenfalls für einen Transport an. Ihren Mann sah sie jedoch nicht mehr wieder. Sie landete in Auschwitz-Birkenau, wo sie zur Zwangsarbeit für den Flugzeughersteller Arado in das vom KZ Flossenbürg verwaltete Außenlager Freiberg eingeteilt wurde. Im Jahr 1945 wurde sie abgemagert auf einen Todesmarsch getrieben. Im KZ Mauthausen bei Linz wurde sie schwer erkrankt von den amerikanischen Truppen am 5. und 6. Mai 1945 befreit.
Nach ihrer Befreiung kehrte sie nach Hamburg zurück, wo ihr von der britischen Besatzungsbehörde ein Zimmer in der elterlichen Wohnung in Eppendorf zugeteilt wurde. In der Wohnung lebte jedoch noch jener Mann, der die Wohnung übernommen hatte, nachdem die Familie in ein „Judenhaus“ umziehen musste. Bauer verließ daraufhin Hamburg und zog im Juni 1946 in die USA. Am ersten Tag ihrer Ankunft lernte sie ihren zweiten Mann Werner Bauer kennen und heiratete erneut. Ihr Mann war ebenfalls jüdischer Emigrant. Aus der Ehe ging ein Sohn hervor. Beruflich war sie zunächst als Näherin, dann 20 Jahre im Textilgeschäft ihres Mannes und später in einer großen Werbeagentur tätig. Seit den Achtzigerjahren hielt Bauer Vorträge in zahlreichen Schulen und Universitäten in den USA und in Deutschland. Bauer kontaktierte in den Achtzigerjahren Ursula Randt, die seit 1971 als Sprachheillehrerin an der Israelitischen Töchterschule arbeitete. Bauer setzte sich erfolgreich dafür ein, dass das von der Hamburger Volkshochschule genutzte Gebäude nach ihrem Vater benannt wird. Seit 1998 trägt es den Namen Dr. Alberto-Jonas-Haus. Ihr gelang es auch, dass ein Platz in Eppendorf nach ihrer Mutter benannt wurde, der seit 2009 Marie-Jonas-Platz heißt. Am 20. November 1998 wurde für die Werkstatt der Erinnerung (WdE), dem Oral History Archiv der Forschungsstelle für Zeitgeschichte, ein lebensgeschichtliches Interview mit ihr geführt. Sie trat auch als Zeitzeugin bei der 2015 erfolgten Einweihung des Denkmals Kindertransport – Der letzte Abschied am Hamburger Dammtor auf.
In ihren letzten Lebensjahren sprach sie in den USA und Deutschland über ihre Erfahrungen als Holocaust-Überlebende und warnte von den Gefahren des Rechtsextremismus. Ihre Lebensgeschichte wurde von der Regisseurin Christiane Richers zu den Theaterstücken Esther Leben und Das ist Esther verarbeitet. Seit 2007 wird Das ist Esther im Thalia Theater gezeigt. Im Jahr 2007 wurde ihr das Bundesverdienstkreuz am Bande verliehen. Ein 15-minütiger Film über Esther Bauer von Walter Uka und Klaus Wernecke entstand 1998. Im Jahr 2011 legte Richard Haufe-Ahmels einen ausführlicheren zweiten Film vor.
Seit April 2023 ist das Klassenzimmerstück Das ist Esther unter der Regie von Chiara Hunski als mobile Produktion im Programm des Stadttheaters Ingolstadt zu sehen.